# Augsburgska bekännelsen

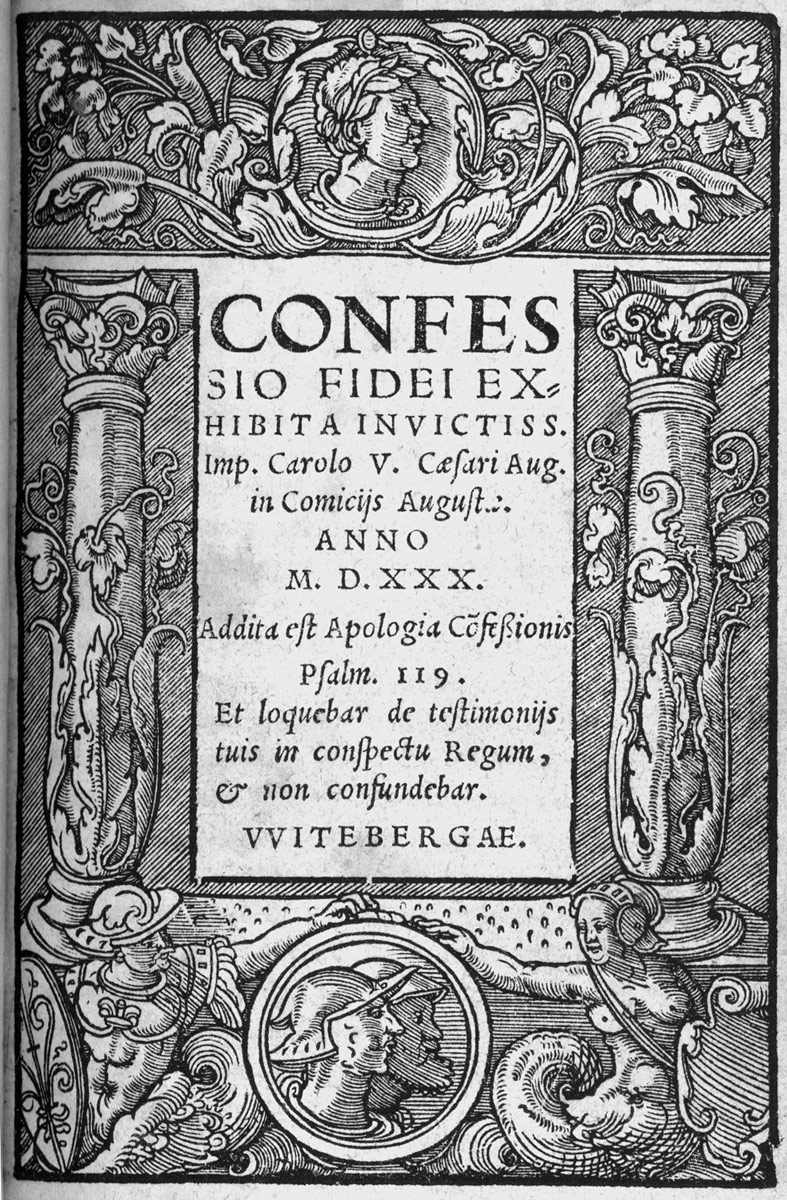
Titelsidan i den första med företal och bilagor försedda latinska utgåvan av Augsburgska bekännelsen, Wittenberg 1531

Augsburgska bekännelsen (latin: Confessio Augustana, förkortad Augustana) är den främsta bland den evangelisk-lutherska kyrkans bekännelseskrifter. Skriftens normgivande betydelse har varit så stor, att de övriga bekännelseskrifterna inom denna kyrka kan sägas enbart ha som uppgift att utgöra en korrekt tolkning av Augsburgska bekännelsen.
Ett genomgående drag hos Augsburgska bekännelsen är att försöka visa att den evangeliska ståndpunkten inte är en separat sektbildning (i ordets ursprungliga betydelse) med okyrkliga nyheter, utan att denna lära grundas direkt på Bibeln och är i överensstämmelse med kyrkans äldre och oförvanskade tradition. Med stöd av detta återvändande till ursprungliga bibliska ideal ville bekännelsen enbart avlägsna oevangeliska missbruk, som stred mot den allmänna katoliciteten.
Augsburgska bekännelsen utgörs av en samling av religiösa och etiska satser, uppdelade i 28 artiklar under två huvudavdelningar.

## Tillkomst

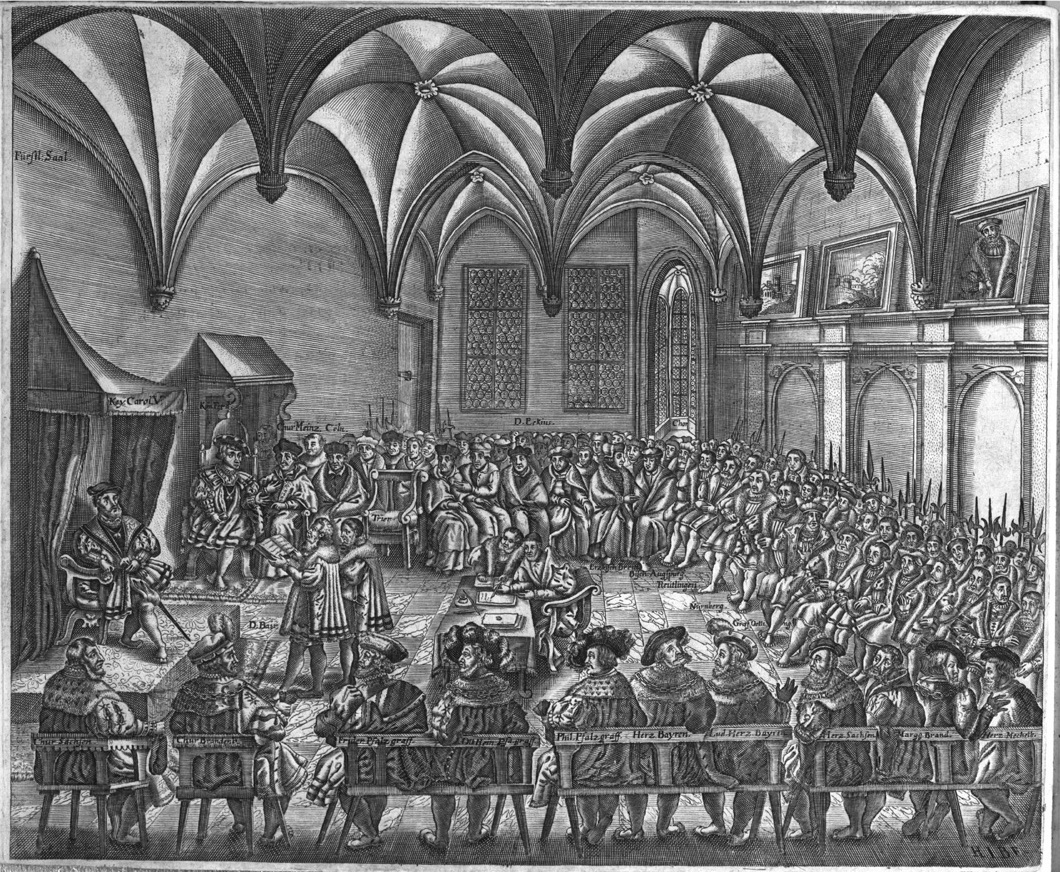
Riksdagen i Augsburg av Christian Beyer.

Då kejsar Karl V till riksdagen i Augsburg 1530 förberedde en lösning på de religiösa konflikterna, uppmanade kurfursten av Sachsen teologerna i Wittenberg att ge en sammanfattning av de skillnader i tro och ceremonier som fanns mellan protestanter och de romersk-katolska.
Resultatet av deras arbete var de så kallade Torgauartiklarna som till stor del utgör grunden för Augustanas andra del. Den första delen är huvudsakligen baserad på Marburg- och Schwabachartiklarna, som i sin tur utarbetats av wittenbergarna i samband med de förhandlingar som på lantgreven Filip av Hessens initiativ 1529 fördes mellan huvudrepresentanterna för de båda protestantiska partierna. Först i Augsburg skrevs bekännelsen ihop på basis av dessa förarbeten. Huvudförfattaren var Melanchthon, som satt sin prägel på bekännelsen. Medverkande var de närvarande teologerna och som diplomatiska partier den sachsiske kanslern Christian Beyer och Gregor Brück.

### Bekännelsens upphovsmän och utformning

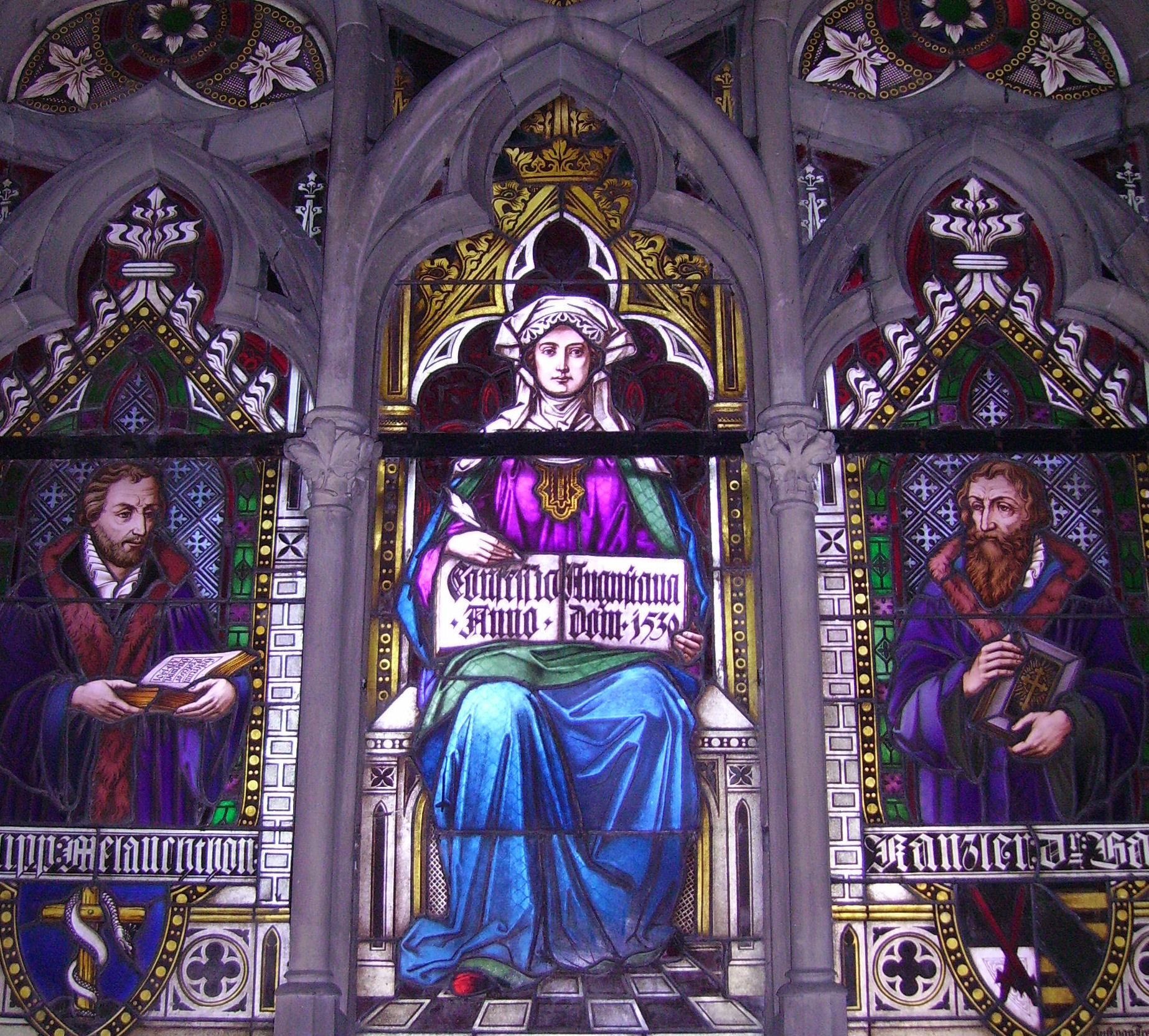
Målat fönster i Gedächtniskirche i Speyer: Melanchton till vänster och Cristian Beyer till höger. Kvinnofiguren i mitten håller Confessio Augustana i sina händer.

Martin Luthers samtycke och godkännande gavs skriftligen från Coburg. Den ursprungligen enbart sachsiska konfessionen blev genom underskrift av de evangeliska ständerna till en allmän bekännelse. Den förelästes 25 juni 1530 på tyska språket av kansler Christian Beyer inför kejsare och ständer. De till kejsaren samtidigt överlämnade originalexemplaren på latinska och tyska språken har kommit bort, och tveksamhet har i flera fall rått om den ursprungliga lydelsen av texten.
I Konkordieboken föreligger den tyska texten efter en kopia som förvaras i Mainz arkiv. Den latinska är i överensstämmelse med en av Luthers närmaste medarbetare Philipp Melanchthon 1531 utgiven editio princeps. Melanchthon tillät sig emellertid en ytterligare formell utmejsling av Augustana och vidtog dessutom i sin edition år 1540 djupgående dogmatiska förändringar, särskilt i fråga om nattvardsläran, som gett upplagan namnet Melanchthons Variata eller enbart Variata.

## Innehåll

### Första avdelningen
Den första avdelningen, som är de egentliga trosartiklarna (articuli fidei,  1–21) fastslår det trinitariska lärobegreppet i anslutning till Nicaenum, ger ett starkt uttryck åt arvsyndsläran under skarpt avvisande av skolastikernas rent negativa uppfattning, samt avhandlar Kristi person och verk.
Den nyförvärvade frälsningskunskapens fundamentala läror, tron och rättfärdiggörelsen, ges en synnerligen expressiv formulering. Trons väsen angives på flera ställen som en fast förtröstan på Kristi förtjänst snarare än enbart ett historiskt faktum. I motsats till det romerska systemet, som man ansåg lärde ut gärningarnas rättfärdighet, hävdas med bestämdhet rättfärdiggörelse endast av nåd för Kristi skull och genom tron som mottagande organ. Vidare behandlas kyrkans begrepp, dop och nattvard samt övriga den evangeliska lärans centrala punkter.

### Senare avdelningen
I senare avdelningen, som rör det som protestanterna uppfattade som de katolska missbruken, viker den rena bekännelsekaraktären tillbaka för en mer utredande apologetisk framställning. På ett anslående sätt tecknas det evangeliska livsidealet i artikel 27, som klassiskt uttrycker de stora framsteg som den reformatoriska principen i sedligt avseende innebär framför den medeltida världsuppfattningen.
I överensstämmelse med den sant katolska ståndpunkt, som bekännelsen avser att ge uttryck åt, tillägger den till de särskilda positiva utvecklingarna av lärobegreppet antitetiska satser, som bestämt avvisar äldre och nyare villomeningar som strider mot den ekumeniska kristendomsuppfattningen.
De tre viktigaste punkterna i den senare avdelningen var att präster tillåts ingå äktenskap, att klosterväsende avvisas, och att biskopar inte skulle vara världsliga härskare över riken eller själva leda arméer eller stå över kungar i världsliga frågor.

## Betydelse
Politiskt sträcker sig Augustanas betydelse även utanför den rent lutherska protestantismens område, efter att religionsfreden i Augsburg 1555 och westfaliska freden 1648 fastställde Augustana som den statsrättsliga grundvalen för den protestantiska kyrkans existensrätt inom det tyska riket  (jämför cuius regio, eius religio). Denna fråga, om de evangeliska kunde anses stå inom den allmänna romersk-katolska kyrkans område och därför ha anspråk på rättsligt skydd, gav en anledningen till att upprätta bekännelsen.
Lutherska kyrkan håller fast vid den oförändrade Augustana som bekännelseskrift. Men i politiskt avseende har även Variata spelat en stor roll, eftersom de reformerta tack vare denna kunde betrakta sig som stående på Augsburgska bekännelsens grund.
I romersk-katolskt kyrkorättsligt avseende måste framhållas, att det var den världsliga överheten som i den kristna församlingens namn upphöjde Augustana, liksom övriga reformatoriska bekännelseskrifter, till härskande och normativ kyrkolära.

### Sverige
I Sverige antogs Augustana genom Uppsala mötes beslut 1593 och utgör fortfarande en stomme i Svenska kyrkans lära. Den svenska grundlagen successionsordningen, som reglerar tronföljden stadgas i 4 § att konungen "alltid skall vara av den rena evangeliska läran, sådan som den, uti oförändrade Augsburgiska bekännelsen, samt Uppsala mötes beslut av år 1593, antagen och förklarad är". Denna bestämmelse lämnades oförändrad i den stora konstitutionella reformen 1974 och även när statsreligionen avskaffades 2000 och Svenska kyrkan intog ställning som ett fritt och självständigt trossamfund.
I Augsburgska bekännelsens artikel 1, om Gud, stadgar bekännelsen att man tror "att det finns ett enda gudomligt väsende, som både kallas och är Gud". Samtidigt bekänner man att det finns tre personer: Fadern, Sonen och den Helige Ande, som är självständiga enheter som inte är del av något större. Bekännelsen fördömer alla irrläror om denna punkt, såsom ”manikéerna, vilka antogo två urprinciper i tillvaron, en god och en ond; likaså valentinianerna, arianerna, eunomianerna, muhammedanerna och alla andra dylika”.
Den svenske monarken och statschefen är alltså i lag tvingad att behålla bandet till den kristna tron och treenighetsläran, och förkasta andra trosåskådningar. Statschefen har vidare ett ansvar att uppfostra prinsar och prinsessor i det kungliga huset i den kristna läran, och inom landet. Eftersom statschefen i Sverige inte har någon politisk roll är detta endast en symbolisk markering och påverkar inte svenska statens politik i vilken religionsfrihet, friheten att ensam eller tillsammans med andra utöva sin religion, är grundlagsskyddad i 2 kap. 1 § regeringsformen  såväl som genom artikel 9 i Europakonventionen.